# Lijst van voetbalinterlands Armenië - Finland
Deze lijst van voetbalinterlands is een overzicht van alle officiële voetbalwedstrijden tussen de nationale teams van Armenië en Finland. De landen speelden tot op heden zes keer tegen elkaar. De eerste ontmoeting, een kwalificatiewedstrijd voor het Wereldkampioenschap voetbal 2006, werd gespeeld in Jerevan op 8 september 2004. Het laatste duel, een kwalificatiewedstrijd voor het Europees kampioenschap voetbal 2020, vond plaats op 15 oktober 2019 in Turku.

## Wedstrijden
| № | Plaats   | Datum            | Competitie           | Wedstrijd         | Uitslag |
| - | -------- | ---------------- | -------------------- | ----------------- | ------- |
| 1 | Jerevan  | 8 september 2004 | WK 2006 kwalificatie | Armenië – Finland | 0 – 2   |
| 2 | Tampere  | 9 oktober 2004   | WK 2006 kwalificatie | Finland – Armenië | 3 – 1   |
| 3 | Jerevan  | 7 oktober 2006   | EK 2008 kwalificatie | Armenië – Finland | 0 – 0   |
| 4 | Helsinki | 15 november 2006 | EK 2008 kwalificatie | Finland – Armenië | 1 – 0   |
| 5 | Jerevan  | 26 maart 2019    | EK 2020 kwalificatie | Armenië – Finland | 0 – 2   |
| 6 | Turku    | 15 oktober 2019  | EK 2020 kwalificatie | Finland −Armenië  | 3 − 0   |

## Samenvatting
| Competitie      | Totaal gespeeld | Winst Armenië | Gelijk | Winst Finland | Doelsaldo Armenië – Finland |
| --------------- | --------------- | ------------- | ------ | ------------- | --------------------------- |
| WK-kwalificatie | 2               | 0             | 0      | 2             | 1 − 5                       |
| EK-kwalificatie | 4               | 0             | 1      | 3             | 0 − 6                       |
| Totaal          | 6               | 0             | 1      | 5             | 1 − 11                      |

Wedstrijden bepaald door strafschoppen worden, in lijn met de FIFA, als een gelijkspel gerekend.

## Details

### Vijfde ontmoeting
| EK 2020 kwalificatie (Jerevan, Armenië, 26 maart 2019): |       |                                   |
| Armenië                                                 | 0 – 2 | Finland                           |
|                                                         | goals | 14' Fredrik Jensen 78' Pyry Soiri |

### Zesde ontmoeting
| EK 2020 kwalificatie (Turku, Finland, 15 oktober 2019): |       |         |
| Finland                                                 | 3 – 0 | Armenië |
| Fredrik Jensen 31' Teemu Pukki 61', 88'                 | goals |         |